# Bundesstrasse 265
Bundesstrasse 265 är en förbundsväg i Tyskland. Vägen går ifrån Köln till Prüm via bland annat Hürth och Erftstadt. Vägen är 120 kilometer lång och går igenom förbundsländerna Nordrhein-Westfalen och Rheinland-Pfalz.